# Beauty and the Rogue
Beauty and the Rogue er en amerikansk stumfilm fra 1918 af Henry King.

## Medvirkende
- Mary Miles Minter som Roberta Lee
- Allan Forrest som Richard Van Stone
- Orral Humphrey som Bill Dorgan
- George Periolat som Thomas Lee
- Lucille Ward som Sarah Wilson